# Хромова, Анастасия Дмитриевна
Анастасия Дмитриевна Хромова (род. 12 мая 1997, Москва) — российская и казахстанская фигуристка, выступавшая в танцах на льду. В паре с Дарыном Жунусовым была участницей чемпионата мира и чемпионата четырёх континентов (2016).

## Биография
Начала заниматься фигурным катанием в 2001 году. Сперва тренировалась как одиночница в клубе ЦСКА (Москва). Первым партнёром Хромовой по танцам на льду был Тимофей Буров, с которым она каталась с 2008 по 2010 год. Они участвовали во всероссийских детских и юниорских турнирах. Наставником пары являлась Лариса Филина в СДЮШОР «Юность Москвы».
Со следующим партнёром — Юрием Карасёвым — она провела два соревновательных сезона. Дуэт завоевал бронзовые награды юниорского международного турнира Toruń Cup и серебро Первенства России старшего возраста (2014).
В 2015 году фигуристка начала представлять Казахстан совместно с Дарыном Жунусовым. Казахстанские танцоры тренировались в Москве под руководством Светланы Ляпиной. Именно в паре с Жунусовым Хромова достигла взрослого уровня. Благодаря успешным выступлениям в течение сезона, спортсмены отобрались на чемпионат мира и чемпионат четырёх континентов.
Лучший результат по системе ИСУ Хромова и Жунусов показали на состязаниях Мордовские узоры. За два танца, над постановкой которых они работали со Светланой Ляпиной и Игорем Пиворовичем, спортсмены получили 114,20 баллов, расположившись на девятом месте среди двенадцати пар.
После завершения соревновательной карьеры получила судейскую категорию в одиночном катании и танцах на льду. Окончила РГУФКСМиТ.

## Результаты
(В паре с Дарыном Жунусовым)
| Соревнования      | 15/16 |
| ----------------- | ----- |
| Чемпионат мира    | 30    |
| Четыре континента | 14    |
| Мордовские узоры  | 9     |
| Toruń Cup         | 7     |
| NRW Trophy        | 5     |
| Open d’Andorra    | 4     |
| Olympic Cup       | 1     |